# Elachista turkensis
Espèce
Elachista turkensis est une espèce de papillons de la famille des Elachistidae et originaire de Turquie.